# Lubicz (gemeente)
De gemeente Lubicz is een landgemeente in het Poolse woiwodschap Koejavië-Pommeren, in powiat Toruński.
De zetel van de gemeente is in Lubicz.
Op 30 juni 2004 telde de gemeente 16 029 inwoners.

## Oppervlakte gegevens
In 2002 bedroeg de totale oppervlakte van gemeente Lubicz 106,03 km², waarvan:
- agrarisch gebied: 69%
- bossen: 18%

De gemeente beslaat 8,62% van de totale oppervlakte van de powiat.

## Demografie
Stand op 30 juni 2004:
| Omschrijving                   | Totaal | Totaal | Vrouwen | Vrouwen | Mannen | Mannen |
| ------------------------------ | ------ | ------ | ------- | ------- | ------ | ------ |
| eenheid                        | aantal | %      | aantal  | %       | aantal | %      |
| inwoners                       | 16 029 | 100    | 8114    | 50,6    | 7915   | 49,4   |
| bevolkingsdichtheid (inw./km²) | 151,2  | 151,2  | 76,5    | 76,5    | 74,6   | 74,6   |

In 2002 bedroeg het gemiddelde inkomen per inwoner 1481,98 zł.

## Administratieve plaatsen (sołectwo)
17 sołectwo:
Brzezinko, Brzeźno, Grabowiec, Grębocin, Gronowo, Jedwabno, Kopanino, Krobia, Lubicz (Dolny en Górny), Mierzynek, Młyniec Pierwszy, Młyniec Drugi, Nowa Wieś, Rogowo, Rogówko, Złotoria.
Zonder de status sołectwo : Józefówo

## Aangrenzende gemeenten
Ciechocin, Kowalewo Pomorskie, Łysomice, Obrowo, Toruń, Wielka Nieszawka